# Vierseitenhof in Birkholz
Der Vierseitenhof aus dem frühen 19. Jahrhundert befindet sich in der Birkholzer Dorfstraße 9 in Bernau bei Berlin im Ortsteil Birkholz.
Der Vierseithof liegt im Zentrum des Ortes in unmittelbarer Nähe der Dorfkirche an der Ostseite der Birkholzer Dorfstraße. Das Wohnhaus steht traufständig zur Straße, die drei Wirtschaftsgebäude begrenzen an den übrigen drei Seiten den Wirtschaftshof. Von der Dorfstraße gelangt man über eine nördliche und eine südliche Zufahrt auf den Hof. Die Pflasterung bestand ursprünglich aus Lesesteinen (siehe Archivalien), und Reste der Einfriedung aus Feldsteinmauerwerk haben sich an der Dorfstraße vor der Scheune Süd erhalten. Der Maschendrahtzaun mit Eisenverzierungen vor dem Wohnhaus stammt vermutlich aus der Zeit um 1890 (siehe Archivalien).

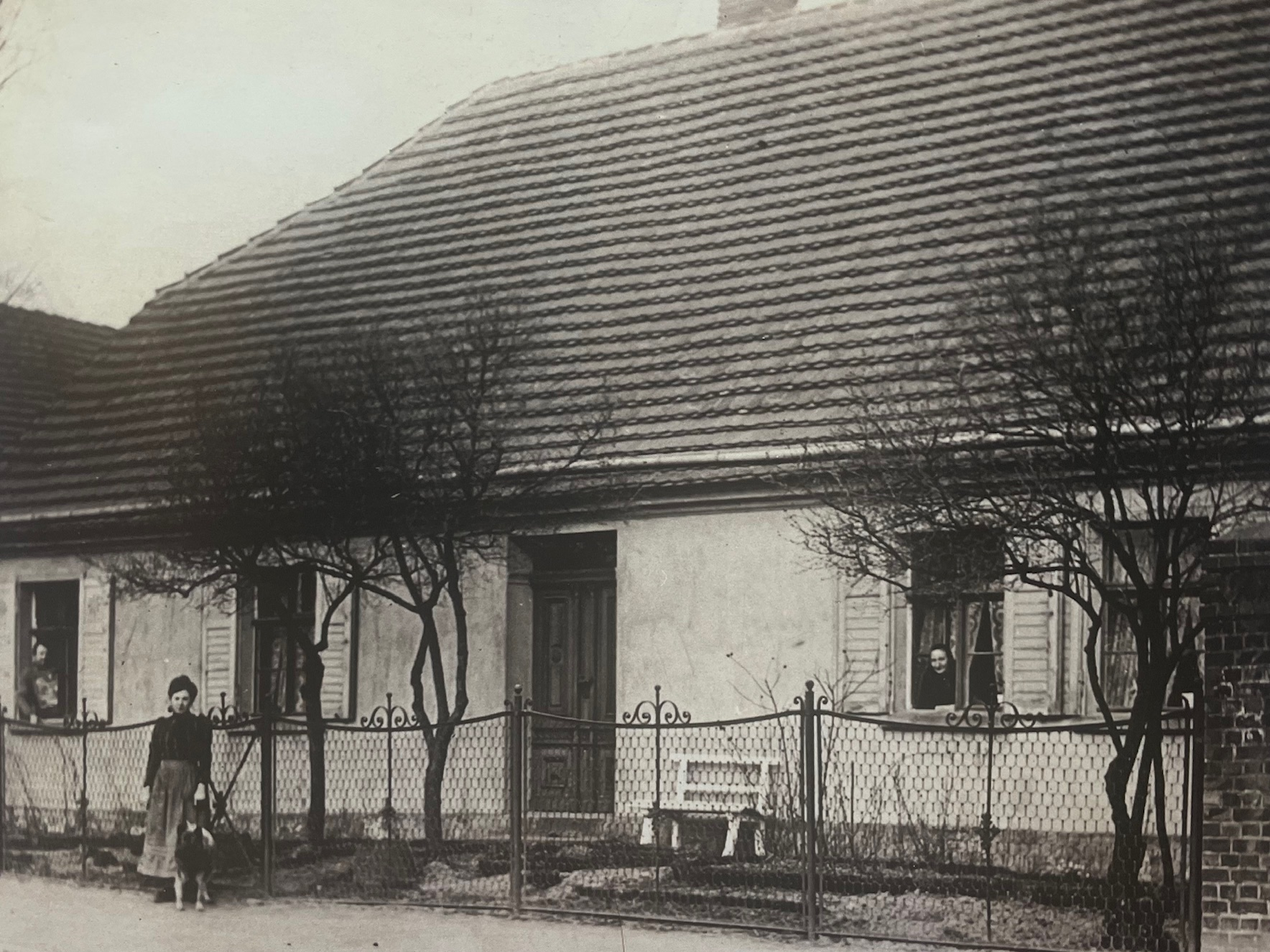
Das Bauernhaus – Frühe Ansicht von der Straßenseite

## Bauernhaus
Das eingeschossige, traufständige Wohnhaus wurde um 1850 erbaut und ist teilunterkellert, mit einem flach geneigten Krüppelwalmdach. Der Sockel besteht aus Feldsteinmauerwerk und gelben Ziegeln. Das Gebäude ist allseitig verputzt, wobei der Putz in der 2. Hälfte des 20. Jahrhunderts erneuert wurde. Das Dach ist mit Betondachsteinen und glasierten Hohlfalzziegeln gedeckt. Die Fassaden sind grob symmetrisch mit Klappläden vor den Fenstern.
Die Datierung erfolgte anhand historischer Karten, die das Gebäude um 1850 nicht zeigten. Die traufständige Lage und das Krüppelwalmdach deuten auf eine Entstehung im frühen 19. Jahrhundert hin. Ursprünglich hatte das Haus zwei Schornsteine, wovon einer erneuert und einer abgebrochen wurde. Die bauzeitliche Anlage von zwei Schlotanlagen lässt auf eine Entstehung um 1850 schließen.
Die Fassaden weisen eine symmetrische Anordnung von Türen und Fenstern auf. Veränderungen im Erdgeschoss, wie die Umnutzung von Kammern zu Bädern, sind erkennbar. Die Räume zeigen Oberflächenveränderungen, während einige ältere Elemente wie Fenster und Türen erhalten sind. Das Dachgeschoss ist teilweise ausgebaut, wobei Teile in jüngerer Zeit hergestellt wurden.
Das Krüppelwalmdach, als Kehlbalkendach mit zweifach stehendem Stuhl konstruiert, stammt wohl aus der Bauzeit, wurde jedoch später verstärkt. Eine jüngere Dielung im Fußboden und die Entfernung des bauzeitlichen Deckeneinschubs sind erkennbar.

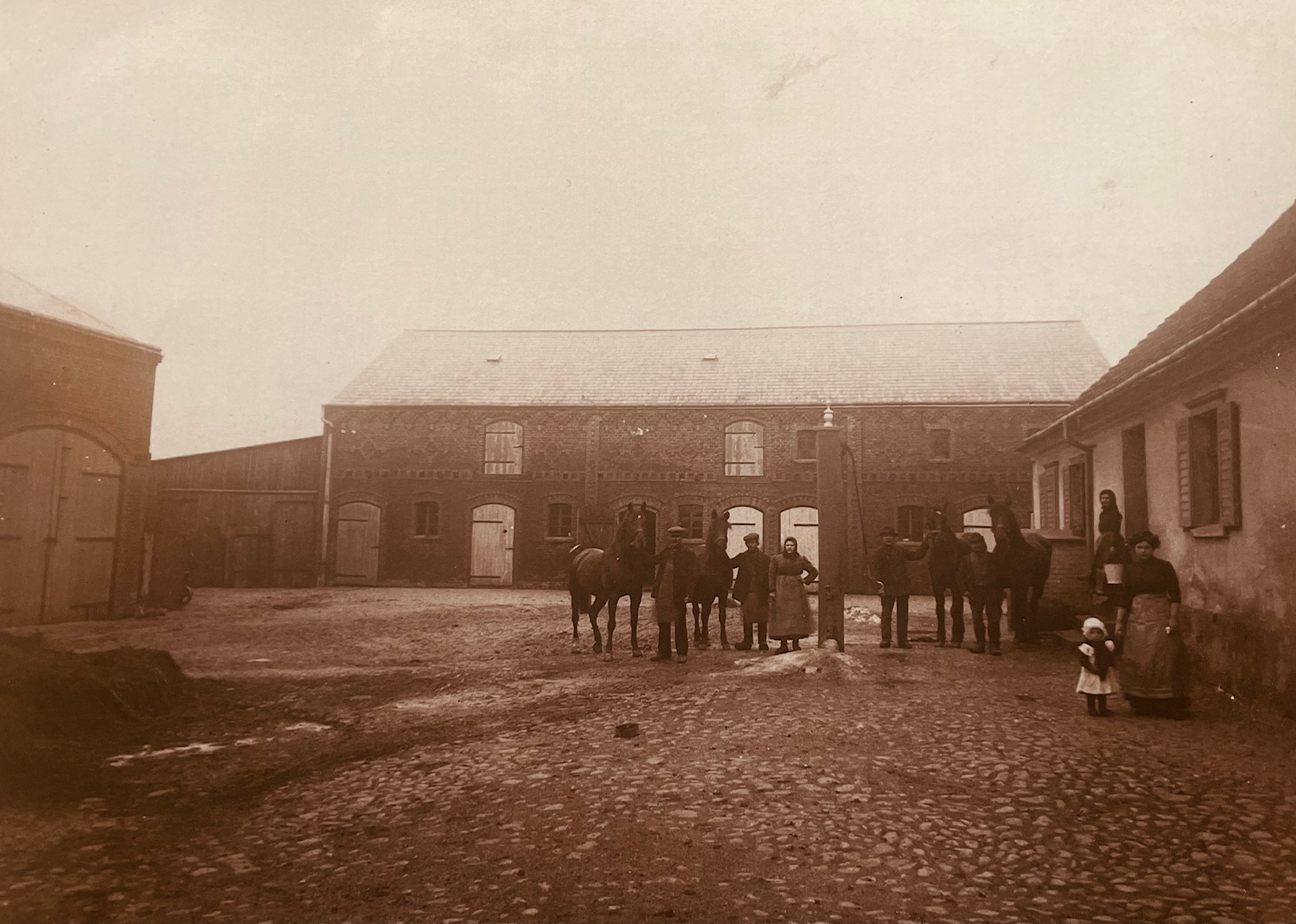
Frühe Ansicht: Innenhof des Vierseitenhofs

## Scheune Nord / Schafstall mit Kleinviehstall (Anbau)
Die Scheune Nord, vermutlich mit einem älteren Kern, könnte um 1830 als eingeschossiges Stallgebäude begonnen und später um ein Drempelgeschoss erweitert worden sein, insbesondere um 1850/60. Das ursprünglich höhere Satteldach wurde in der 2. Hälfte des 20. Jahrhunderts durch ein niedrigeres ersetzt. Die Scheune ist über eine Feldsteinmauer mit einer ziegelgefassten Toreinfahrt mit dem Haupthaus verbunden. Gemäß der Ortschafts-Statistik von 1861 könnte die Scheune ursprünglich als Schafstall gedient haben. Der längsrechteckige Bau verfügt über einen Anbau an der Nordseite, der ursprünglich als Kleinviehstall fungierte. Das Erdgeschoss besteht aus Mischmauerwerk (Feld- und rote Backsteine), während das Obergeschoss vollständig aus roten Backsteinen errichtet wurde. Die Nordfassade ist vergleichsweise geschlossen, mit später zugesetzten Fensteröffnungen. Die Westgiebelseite zeigt eine Holzverschalung, und im Ziegelmauerwerk sind dekorative Elemente wie ein Zierverband und ein Kranzgesims vorhanden. An der Ostfassade wurde nachträglich ein Kleintierstall angebaut. Die Südfassade zum Hof hin zeigt diverse Tür- und Fensteröffnungen mit einigen späteren Veränderungen. Das Innere präsentierte sich zum Zeitpunkt der Untersuchung als Einheitsraum, mit einer offenen Holzbalkendecke aus der Zeit der Aufstockung um 1850/60. Nachträgliche Stützen wurden hinzugefügt, und Balken sowie Dielung wurden teilweise erneuert. Im Stall wurde der Bodenaufbau größtenteils entfernt, wobei einige Reste von Lesesteinen und Ziegeln erhalten blieben.

## Kutschenscheune – Durchfahrtsscheune
Die Kutschenscheune, östlicher Abschluss des Wirtschaftshofs, ist ein annähernd quadratischer Ziegelbau unter Satteldach, vermutlich aus den 1880/90er Jahren. Ein Wintergarten-Anbau an der Nordseite wurde Ende des 20. Jahrhunderts hinzugefügt. Die Nordfassade zeigt im Giebeldreieck eine Schalung aus jüngerer Zeit, teilweise verdeckt durch den Wintergarten-Anbau. Ein sichtbarer Mauerabschnitt besteht aus Mischmauerwerk und Resten eines älteren Wirtschaftsgebäudes (Scheune Ost), das in den 1950er Jahren abgebrochen wurde. Die Westfassade zum Wirtschaftshof hin ist aufwändiger gestaltet mit rotem Ziegelmauerwerk, gelben Zierelementen und einem großen Scheunentor. Der begehbare Keller im Inneren zeigt Ziegelwände, preußische Kappendecken und erhaltene bauzeitliche Metallfenster. Im Erdgeschoss besteht ein Höhenversprung durch die Höherlegung der Kellerdecke, der Fußboden aus gestampftem Lehm. Die offene Holzdecke zeigt ein Traggerüst aus Nadelholz mit gezapften und verbolzten Verbindungen.

## Scheune Süd – Großviehstall

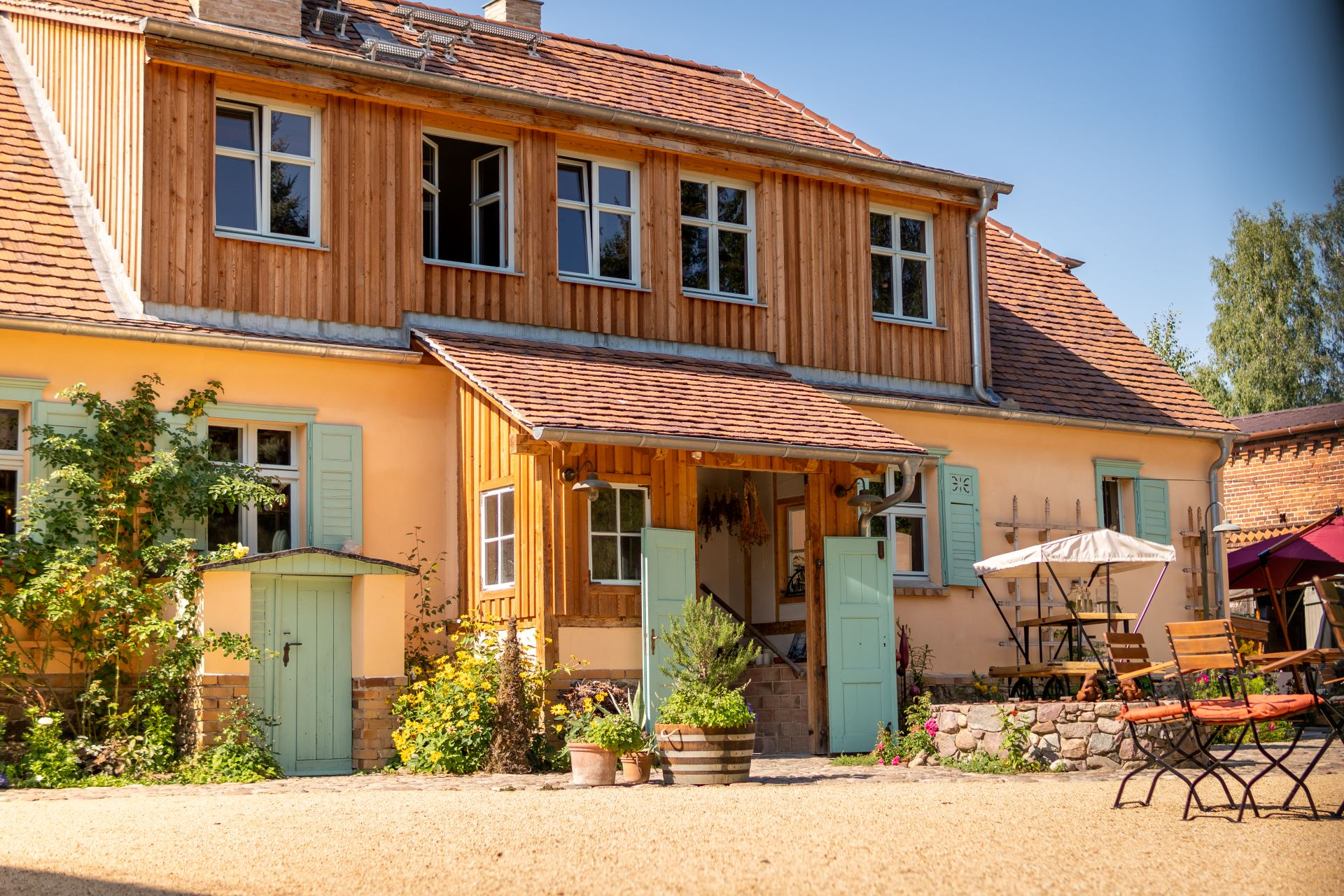
Bauernhaus auf Gut Leben

Das Gebiet, das heute die Scheune Süd beherbergt, zeigt auf dem Ur-Messtischblatt Nr. 3347 von 1839 drei Gebäude, die einen gemeinsamen Hof bilden. Der Wiederaufbau des Wohnhauses um 1850 ermöglichte den Neubau der Scheune Nord in den 1850er/60er Jahren. Etwa um 1880/90 entstanden die Kutschenscheune und die zweigeschossige, teilunterkellerte Scheune Süd, wahrscheinlich an der Stelle des alten giebelständigen Wohnhauses aus dem 17./18. Jahrhundert. Der Großviehstall, wie die Kutschenscheune, zeigt eine aufwändig gestaltete Schauseite zum Wirtschaftshof. Vertikale Lisenen aus gelben und roten Backsteinen gliedern den Stall. Die Fenster und Türen sind ähnlich der Kutschenscheune. Das Erscheinungsbild blieb bis heute weitgehend unverändert. Im Erdgeschoss befanden sich Ställe und Nebenräume, während das Dachgeschoss den Futterboden und vermutlich den Aufenthaltsraum für die Hofarbeiter beherbergte. Die Holzbalkendecken wurden später durch moderne Kappendecken ersetzt. Ein östlicher Anbau mit Pultdach wurde wahrscheinlich nach 1900 hinzugefügt und ist auf Luftbildern aus den 1930er Jahren bereits zu sehen. Das rote Ziegelmauerwerk dieses Anbaus ist mit dem des Großviehstalls verzahnt. Die baulichen Elemente in Verbindung mit Archivalien veranschaulichen die Entwicklungsgeschichte dieser Hofbauernstelle.

## Heutige Nutzung
2018 wurde der Hof von einem Berliner Unternehmerpaar gekauft und unter Berücksichtigung des Denkmalschutzes saniert. Es erfolgte die Eintragung als Baudenkmal. Der Vierseitenhof wird als Veranstaltungsort sowie Hotel genutzt. Die Denkmalsanierung zeichnet sich nach Angaben des Hotelbetreibers durch die Verwendung von ökologischen, handgefertigten und natürlichen Materialien wie Lehm, Leinen, Terrakotta und historischen Baumaterialien aus.